# ФК Текел ВШК

ФК Текел ВШК (мађ. Tököli Városi Sportkör), је мађарски фудбалски клуб. Седиште клуба је у Хатвану, Мађарска. Боје клуба су плава и жута. Тренутно се такмичи у НБ III.

## Имена клуба
- ?–1945 Текел ЛЕ − Tököli LE
- 1945–1949 Текел ШЕ − Tököli SE
- 1949–1951 Текел − Tököl
- 1951–? Текел ШК − Tököli SK
- ? - данас  Текел варош шпорт кер − Tököli Városi Sportkör

## Достигнућа
НБ III
- Првак (2): 2006/07, 2010/11.